# Gabinete Caxias I
O Gabinete Caxias I foi o ministério formado pelo Partido Conservador em 3 de setembro de 1856 e dissolvido em 4 de maio de 1857. Foi chefiado por Luís Alves de Lima e Silva, Marquês de Caxias, sendo o 8º gabinete do Império do Brasil após o estabelecimento do Decreto n.º 523 de 1847. Foi antecedido pelo Gabinete Paraná e sucedido pelo Gabinete Olinda II.

## Contexto
Segundo Sérgio Buarque de Holanda (2004):
A morte de Paraná faz com que o Gabinete peça do Conselho demissão ao Imperador. D. Pedro II pede que continue a tarefa, que agora é conduzida sob a direção de Caxias, Ministro da Guerra, como Presidente do Conselho. Não teria sentido a substituição desses homens, quando a tarefa a que se propunham - a prova de nova lei eleitoral - não estava realizada, nem mesmo a divisão dos círculos ainda se completara. D. Pedro II era pela experiência; chamar outros nomes era desfazer todo o trabalho, uma vez que os grandes chefes do Partido eram hostis a ela. O Ministério se mantém, mas sem brilho e sem impulso, apenas para os expedientes de rotina e a direção do processo eleitoral iminente. Ele não teria na verdade vida parlamentar. Demais, o Ministro da Guerra e agora Presidente do Conselho, Caxias, não era homem de grande experiência política nem de brilho.

## Composição
O gabinete foi composto da seguinte forma:
- Presidente do Conselho de Ministros: Luís Alves de Lima e Silva, Marquês de Caxias.
- Ministro dos Negócios do Império: Luís Pedreira do Couto Ferraz.
- Ministro da Justiça: José Tomás Nabuco de Araújo.
- Ministro dos Estrangeiros: José Maria da Silva Paranhos.
- Ministro da Fazenda: João Maurício Wanderley.
- Ministro da Marinha: José Maria da Silva Paranhos.
- Ministro da Guerra: Luís Alves de Lima e Silva.

## Programa de governo
O gabinete apresentou o seguinte programa de governo:
- Incentivar a imigração.
- Regular o desequilíbrio alfandegário.
- Reprimir o tráfico negreiro.
- Aperfeiçoar a administração da Justiça, do Exército e da Armada.
- Executar a reforma eleitoral de 1855 (Lei dos Círculos).

## Legislação aprovada
O gabinete aprovou a seguinte legislação:
- Decreto nº 1.829 de 4 de outubro de 1856: Manda observar o novo plano para os uniformes dos oficiais da Armada e classes anexas.
- Decreto nº 1.862 de 3 de janeiro de 1857: Cria na Corte dois promotores públicos.
- Decreto nº 1.874 de 31 de janeiro de 1857: Cria três delegados de polícia na Corte.
- Decreto nº 1.881 de 31 de janeiro de 1857: Aprova o regulamento para a repartição do ajudante general do Exército.
- Decreto nº 1.887 de 14 de fevereiro de 1857: Estabelece que em cada um dos distritos de paz das freguesias de Santa Rita, Sacramento e Sant'Anna, do município da Corte, haja um subdelegado.
- Decreto nº 1.900 de 7 de março de 1857: Aprova o novo regulamento do corpo de saúde do Exército.
- Decreto nº 1.914 de 28 de março de 1857: Manda executar a nova tarifa das alfândegas e as suas disposições preliminares.
- Decreto nº 1.929 de 26 de abril de 1857: Aprova o contrato para o serviço do esgoto na cidade do Rio de Janeiro.
- Decreto nº 1.930 de 26 de abril de 1857: Aprova o regulamento para a fiscalização de segurança, conservação e polícia das estradas de ferro, em virtude do Decreto nº 641 de 26 de junho de 1852, §14 do Art. 1º.